# SOFTLY
『SOFTLY』（ソフトリー）は、2022年6月22日にワーナーミュージック・ジャパンから発売された山下達郎の通算14作目のオリジナル・アルバム。

## 解説
2011年8月10日にリリースされた『Ray Of Hope』以来実に11年ぶりとなる本作には、「光と君へのレクイエム」「CHEER UP! THE SUMMER」「REBORN」「ミライのテーマ」「RECIPE（レシピ）」といったシングル曲のほか、CMソングとして発表され今回が初のCD化となる楽曲「LEHUA, MY LOVE」「SHINING FROM THE INSIDE」、さらにアルバムのための新曲など全15曲を収録。既発曲にはすべて新たなミックスが施されている。
タイトルの『SOFTLY』には、この動乱の時代を音楽で優しく、柔らかく包み込みたいという山下達郎の切なる思いが込められている。山下は11年ぶりのアルバム発売に際し「今の音楽シーンの中で私に出来ることは何かを再確認するものとなりました」「いつものように今回もまた色々と試行錯誤のレコーディングでしたが、諸々の課題と対峙し乗り越えようとする意志があるうちは、まだ現役を続けられるかなと思っています」とコメントしている。
初回盤CDのみに付属の“プレミアムCD”には2021年12月3日にレギュラー番組『サンデー・ソングブック』の放送1500回記念としてTOKYO FMホールで行われたアコースティック・ライブから、最新のライブ音源が7曲収録されている。

### ミュージック・テープの再生不具合
2023年8月18日、発売元のワーナーミュージック・ジャパンより、一部のカセットテープ商品にて、再生中に停止やオートリバースするなどの不具合が生じる不良品がある事が判明したと発表された。この事態を受けワーナーミュージック・ジャパンでは2023年8月21日 – 2024年8月20日の交換期間中、送料着払いにて不良品の回収、良品との交換が行われた。

## プロモーション、マーケティング
2022年4月1日より特設サイトがオープンし、アルバムに向けた発売告知トレーラー映像がワーナーミュージック・ジャパン公式YouTubeチャンネルで公開された。
5月27日にはアルバムのトレイラー第2弾がYouTubeで公開され、石橋菜津美演じる女性客が、CDショップで店員と会話をしながらアルバムを予約するという内容。最近では機会が減ったと思われる店頭での商品予約を訴える仕上がりとなっており、BGMにはアルバムに収録される「LEHUA, MY LOVE」が使用されている。
『SOFTLY』購入者特典として、山下達郎のアコースティック・ライブ映像上映会が8月22日に北海道、宮城、東京、愛知、大阪、福岡の6都市での同時開催が企画され、応募者の中から合計2000名が参加可能。当日は2021年12月に東京・TOKYO FMホールで行われ、110名のみが招待されたイベント「山下達郎 サンデー・ソングブック 1500回記念 トーク&ライヴ」の映像を観ることができる。なお『SOFTLY』の初回盤にはこのライブから7曲の音源を収録した“プレミアムCD”が付属するが、映像は上映会でしか観ることができない。
また『SOFTLY』購入者特典には、本作の発売を記念して作成された「タツローくんアクリルジオラマ」も用意されており、アルバムに封入されているシリアルコード付きチラシから上映会参加券もしくは「タツローくんアクリルジオラマ」のどちらかを選んでの応募となる。

## パッケージ、アートワーク
アルバムの帯には以下のキャッチコピーが記載されている。
ジャケットにはマンガ家・ヤマザキマリが描き下ろした山下の肖像画を使用。ヤマザキはイタリアで油絵と美術史を専攻し肖像画を学んだ経験があり、かねてより肖像画を描いてもらうのが夢だったという山下から「あなたは本来画家なのだから」と依頼を受けて今作でのコラボレーションが実現した。このオファーを受け、肖像画を完成させたヤマザキは、「いかなる表現に対しても厳しい審美眼を持ったひとりの職人に納得してもらうために、今の私が出せる力の限り描いたのがこちらの作品です」とコメントしている。
11月15日から“ウィンター・パッケージ”が期間限定商品として販売された。本作にはスペシャルな絵柄の三方背ジャケットが付属。絵柄は『SOFTLY』のオリジナル・ジャケットを手がけたヤマザキが新たに描き下ろしたもので、山下を模したクマがトレードマークであるニット帽をかぶり、にっこりと微笑む姿が描かれている。

## ミュージック・ビデオ
アルバム発売に先駆け、本作収録曲「OPPRESSION BLUES（弾圧のブルース）」のリリック・ビデオがYouTubeにて公開。楽曲単体での発売や配信は予定されておらず、このリリック・ビデオでのみ視聴が可能。このビデオには通常の日本語バージョンに加え、英語字幕版やフランス語字幕版、さらにはイタリア語字幕版やスペイン語字幕版も公開されており、4月27日からはポルトガル語字幕版も公開された。その後も各国語字幕版が随時制作され、公開される予定となっている。
6月22日には、アルバム収録曲「LOVE'S ON FIRE」のミュージックビデオがYouTubeで公開された。女性に振り回される男性の狂おしい愛を描いた情熱的なナンバーのこの曲、MVのテーマは「This is a story of Boy meets Girl」。女優の河合優実とダンサー/振付師のENDoがメインキャストとして出演しているほか、ダンスシーンには総勢70名のキャストが登場する。MVの監督は、山下とは初タッグとなる児玉裕一が担当。児玉はこのMVについて、「浴びるほどのボリュームで音楽を聴くことができず、踊り方も忘れてしまったように思える今だからこそ、この曲を肌で感じ勝手に体が動き出す感覚と、湧き上がるトキメキを映像化したい!と思いました。純粋に『音楽って楽しい！』というあれやこれが、この曲に凝縮されています」とコメントしている。

## チャート成績
6月28日発表の「オリコン週間アルバムランキング」で、初週売上15.1万枚にて1位を獲得。2012年9月発売の『OPUS 〜ALL TIME BEST 1975-2012〜』以来、9年8か月ぶり、通算12作目の1位となった。これで山下は「昭和・平成・令和」の3時代でアルバム1位獲得。「昭和・平成・令和」の3時代でアルバム1位を獲得したのは、史上4組目の達成となった。
また、今作は69歳5か月での1位獲得となり、「アルバム1位獲得最年長アーティスト」記録では歴代2位。さらに、自身の年齢が20代、30代、40代、50代時にも1位を獲得しており、「年齢5年代で1位を獲得したアーティスト」としては史上3組目、男性アーティストでは初となった。

## 収録曲
1. フェニックス [2021 Version]  –  (1:01)[2][1]
  - Words & Music by 山下達郎, Arranged by 山下達郎
  - NHK・SDGsキャンペーン「未来へ 17アクション」テーマソング
  - 2003年〜2005年にNHKで放送されていた『地球だい好き 環境新時代』のテーマソングとして、書き下ろされた楽曲。山下は「未来へ 17アクション」のテーマソングとして使用されることについて、「2003年にNHKの環境情報番組『地球だい好き 環境新時代』のために私が書き下ろしたテーマソング『フェニックス』が、NHK・SDGsキャンペーンのテーマソングとして、しかも今回はアカペラ・ヴァージョンで、文字通りよみがえりました。うれしいです。SDGs。どんな理想も、まずは目標の設定なしには始まりません。絶え間ない努力を」と語っている[13]。
2. LOVE'S ON FIRE  –  (4:09)[2][1]
  - Words & Music by 山下達郎, Arranged by 山下達郎
  - 山下曰く、「私の歌詞に登場する女性は実在性が希薄。バーチャルな女性がほとんど。そういう女性に翻弄される男性を描いた楽曲」だという[14]。アルバム発売後に、テレビ朝日系木曜ドラマ『警視庁アウトサイダー』主題歌に使用された[15]。2023年7月26日発売のシングル「Sync Of Summer」[注釈 1]のカップリングとしてリカットされた。
3. ミライのテーマ  –  (4:18)[2][1]
  - Words & Music by 山下達郎, Arranged by 山下達郎
  - 映画『未来のミライ』オープニングテーマ
  - 映画自体が細田守監督の子育ての奮戦から発想された物なので、新しい命が生まれる感慨を父親の目線から観察したというような歌を、と思って作ったという[16]。
4. RECIPE (レシピ)  –  (3:38)[2][1]
  - Words & Music by 山下達郎, Arranged by 山下達郎
  - TBS日曜劇場『グランメゾン東京』主題歌
  - ドラマの主人公での職業がフレンチのシェフなので、「マリネ」、「ポトフ」、「フロマージュ」といったフレンチの食材や調理法を歌詞に登場させている。
5. CHEER UP! THE SUMMER  –  (4:18)[2][1]
  - Words & Music by 山下達郎, Arranged by 山下達郎, Strings Arranged by 牧戸太郎
  - フジテレビ系木曜22時連続ドラマ『営業部長 吉良奈津子』主題歌
  - 山下曰く、「ドラマの主人公は40代。アラフォーやアラフィフになると、いろんな意味で若いころとはまた違った不安が出てきて、単純に人生を礼賛するスタンスはだんだんと失われていきます。今回の歌は、そういう世代への応援歌みたいなもの」と語っている[17]。
6. 人力飛行機  –  (4:20)[2][1]
  - Words & Music by 山下達郎, Arranged by 山下達郎
  - 山下曰く、無一物の若者が歌の主人公で、さあどうやって上に上がっていこうか?と考える時の心情を歌った歌だという[18]。
7. うたのきしゃ  –  (5:50)[2][1]
  - Words & Music by 山下達郎, Arranged by 山下達郎
  - 映画『未来のミライ』エンディングテーマ
  - ゴーゴーと呼ばれる、いわゆるチャック・ブラウンに代表されるワシントンD.C.由来のビートが採り入れられており、前からこのビートで1曲作ってみたかったという[16]。
8. SHINING FROM THE INSIDE  –  (3:29)[2][1]
  - Words by nana hatori, Music by 山下達郎, Arranged by 山下達郎
  - エステティックTBC/ソシエ エステティック TV-CMソング
  - 2021年11月からエステティックTBCのCM「一生つづく自信」編のタイアップソングとしてオンエアされた。山下の楽曲がTBCのCMソングに使用されるのは、1993年から3年間にわたりオンエアされた「クリスマスなんて大嫌い」編で「クリスマス・イブ」が使われて以来、約26年ぶりとなった。山下はこの曲について「今回の作品は英語詞で、アカペラ仕立てで、とのオーダーでしたので、ならば作詞も若い才能にお願いしようと思い、nana hatoriさんから素晴らしいリリックスを届けていただきました。日々変化をとげて行く時代の中で、変わるもの、変わらないもの、双方への想いを、この曲に込めました」とコメントしている[19]。
9. LEHUA, MY LOVE  –  (5:12)[2][1]
  - Words & Music by 山下達郎, Arranged by 山下達郎
  - 「JAL HAWAII Style yourself」篇CMソング
  - タイトルの「LEHUA」は、ハワイ諸島に自生するオヒアレフアの事を指しているという[20]。
10. OPPRESSION BLUES（弾圧のブルース）  –  (3:58)[2][1]
  - Words & Music by 山下達郎, Arranged by 山下達郎
  - 山下曰く、発表前年の2021年には作られていた曲で、アフガニスタンや香港、ミャンマーなどで起こった騒乱から物事を考えて歌詞を作っていったという[21]。アルバム発売が、2022年ロシアのウクライナ侵攻が開始されて数ヵ月後であり、ロシアのウクライナ侵攻非難から楽製作された楽曲だと思うリスナーもいたが、前述通りアルバム発表前年の2021年には作られていた曲なので、偶然にもロシアのウクライナ侵攻が開始されて数ヵ月後のアルバム発売だった事と歌詞の内容から加わった新たな歌の解釈である。前述の通り、各国語のリリックビデオが制作され、24本がYouTubeに公開されている。
11. コンポジション  –  (5:13)[2][1]
  - Words & Music by 山下達郎, Arranged by 山下達郎
  - NHKドラマ10『第二楽章』主題歌
  - ドラマでの主人公の職業である、音楽家の気持ちを表現すべく、“純粋さ”と“繊細さ”を最重点にして曲を書いたという[22]。途中のフレーズはチャイコフスキーのヴァイオリン協奏曲からの引用[20]。
12. YOU（ユー）  –  (4:34)[2][1]
  - Words & Music by 山下達郎, Arranged by 山下達郎
  - 朝日生命「あんしん介護」TV-CMソング[23]
13. ANGEL OF THE LIGHT  –  (4:15)[2][1]
  - Words by Alan O'Day, Music by 山下達郎, Arranged by 山下達郎
  - Nikon企業CM曲
  - 30年以上にわたって山下の楽曲の英語詞を手がけたアラン・オデイとの最後の共作曲。
14. 光と君へのレクイエム  –  (3:46)[2][1]
  - Words & Music by 山下達郎, Arranged by 山下達郎
  - 映画『陽だまりの彼女』主題歌
  - 映画内での上野樹里と松本潤の持つ若さと清廉さを歌にしてみたくてこの曲を作ったという[24]。
15. REBORN（リボーン）  –  (6:03)[2][1]
  - Words & Music by 山下達郎, Arranged by 山下達郎
  - 映画『ナミヤ雑貨店の奇蹟』主題歌
  - 1カ月半もの時間をかけ曲を書き下ろした山下は「映画の主題歌の仕事は、これまで何度も担当させていただきましたが、今回はその中でも一・二を争う難しい注文でした。東野圭吾さんの原作において、すでに「再生」（映画では「REBORN」）とタイトルが定められている曲を、映画の劇中に具現化し、さらにそれをエンドロールで私自身が歌うという、虚実ないまぜの世界が求められました。そのため、どの場面にも違和感のない曲調を実現するために、かなりの模索と推敲を要しました。そのおかげで、今までの自分の作品とはひと味違った、新たな作風が提示できたと思います。歌のテーマは「死生観」です。人はどこから来てどこへ行くのかという、根源的な問いに思いをはせていただくことで、映画のストーリーと併走し、盛り立てることができるのではと思っています」とコメントしている[25]。

## クレジット

### フェニックス [2021 Version]
| Words & Music by 山下達郎 Arranged by 山下達郎 |
|                                                |

| 山下達郎 | : | - Lead Vocal, Percussion - & Background Vocals |

| 橋本茂昭 | : | - Computer Programming & - Synthesizer Operation |

|                                 |
| © 2003 by SMILE PUBLISHERS INC. |

### LOVE'S ON FIRE
| Words & Music by 山下達郎 Arranged by 山下達郎 |
|                                                |

| 山下達郎 | : | - Lead Vocal, Computer Programming, Drum Programming, - Electric Guitar, Keyboards, Percussion & Background Vocals |

| 橋本茂昭 : Computer Programming & Synthesizer Operation |
|                                                         |
| © 2022 by SMILE PUBLISHERS INC.                         |

### ミライのテーマ
| Words & Music by 山下達郎 Arranged by 山下達郎 |
|                                                |

| 山下達郎 | : | - Lead Vocal, Electric Guitar, - Acoustic Guitar, Keyboards, - Percussion & Background Vocals |

| 小笠原拓海 : Drums                         |
| 伊藤広規 : Electric Bass                   |
| 難波弘之 : Acoustic Piano & Electric Piano |
| 宮里陽太 : Alto Sax Solo                   |

| 橋本茂昭 | : | - Computer Programming & - Synthesizer Operation |

|  |

| © | - 2018 by NIPPON TELEVISION MUSIC - CORPORATION & SMILE PUBLISHERS INC. |

### RECIPE (レシピ)
| Words & Music by 山下達郎 Arranged by 山下達郎 |
|                                                |

| 山下達郎 | : | - Lead Vocal, Computer Programming, - Drum Programming, Electric Guitar, Keyboards, - Percussion & Background Vocals |

| 橋本茂昭 : Computer Programming & Synthesizer Operation |
|                                                         |
| © 2019 by NICHION,INC. & SMILE PUBLISHERS INC.          |

### CHEER UP! THE SUMMER
| Words & Music by 山下達郎 Arranged by 山下達郎 Strings Arranged by 牧戸太郎 |
|                                                                             |

| 山下達郎 | : | - Lead Vocal, Computer Programming, Drum Programming, Electric Guitar, - Ukulele, Bouzouki, Keyboards, Percussion & Background Vocals |

| 橋本茂昭 : Computer Programming & Synthesizer Operation  |
| 今野均 : Strings Concert Master                          |
|                                                          |
| © 2016 by FUJIPACIFIC MUSIC INC. & SMILE PUBLISHERS INC. |

### 人力飛行機
| Words & Music by 山下達郎 Arranged by 山下達郎 |
|                                                |

| 山下達郎 | : | - Lead Vocal, Acoustic Guitar, Keyboards, - Percussion & Background Vocals |

| 上原“ユカリ”裕 : Drums                                  |
| 伊藤広規 : Electric Bass                                |
| 難波弘之 : Acoustic Piano                               |
| 佐橋佳幸 : Electric Slide Guitar                        |
| 橋本茂昭 : Computer Programming & Synthesizer Operation |
|                                                         |
| © 2022 by TENDERBERRY & HARVEST INC.                    |

### うたのきしゃ
| Words & Music by 山下達郎 Arranged by 山下達郎 |
|                                                |

| 山下達郎 | : | - Lead Vocal, Computer Programming, - Drum Programming, Electric Guitar, - Acoustic Guitar, Keyboards, - Percussion & Background Vocals |

| 橋本茂昭 | : | - Computer Programming & - Synthesizer Operation |

|  |

| © | - 2018 by NIPPON TELEVISION MUSIC - CORPORATION & SMILE PUBLISHERS INC. |

| Words by nana hatori Music by 山下達郎 Arranged by 山下達郎 |
|                                                             |

| 山下達郎 | : | - Lead Vocal, Keyboards - Percussion & Background Vocals |
| 橋本茂昭 | : | - Computer Programming & - Synthesizer Operation         |

|                                 |
| © 2021 by SMILE PUBLISHERS INC. |

| Words & Music by 山下達郎 Arranged by 山下達郎 |
|                                                |

| 山下達郎 | : | - Lead Vocal, Computer Proframming, - Drum Programming, Electric Guitar, - Keyboards, Synth-Vibe Solo, - Percussion & Background Vocals |
| 橋本茂昭 | : | - Computer Programming & - Synthesizer Operation                                                                                        |

|                                 |
| © 2019 by SMILE PUBLISHERS INC. |

| Words & Music by 山下達郎 Arranged by 山下達郎 |
|                                                |

| 山下達郎 | : | - Lead Vocal, Electric Guitar, - Acoustic Guitar, Keyboards, - Percussion & Background Vocals |

| 上原“ユカリ”裕 : Drums                     |
| 伊藤広規 : Electric Bass                   |
| 難波弘之 : Acoustic Piano & Electric Piano |

| 橋本茂昭 | : | - Computer Programming & - Synthesizer Operation |

### コンポジション
| Words & Music by 山下達郎 Arranged by 山下達郎 |
|                                                |

| 山下達郎 | : | - Lead Vocal, Computer Programming, - Drum Programming, Electric Guitar, - Keyboards, Percussion & Background Vocals |

| 橋本茂昭 : Computer Programming & Synthesizer Operation                      |
|                                                                              |
| © 2013 by NHK Pubishing,Inc. & SMILE PUBLISHERS & TENDERBERRY & HARVEST INC. |

### YOU (ユー)
| Words & Music by 山下達郎 Arranged by 山下達郎 |
|                                                |

| 山下達郎 | : | - Lead Vocal, Computer Programming, - Drum Programming, Acoustic Guitar, - Keyboards, Percussion & Background Vocals |

| 伊藤広規 : Electric Bass                                |
| 難波弘之 : Acoustic Piano & Electric Piano              |
| 佐橋佳幸 : Electric Guitar                              |
| 橋本茂昭 : Computer Programming & Synthesizer Operation |

|                                 |
| © 2022 by SMILE PUBLISHERS INC. |

### ANGEL OF THE LIGHT
| Words by Alan O'Day Music by 山下達郎 Arranged by 山下達郎                                              |
| |
| 山下達郎 : Lead Vocal, Computer Programming, Electric Guitar, Keyboards, Percussion & Background Vocals |
| 佐橋佳幸 : Gut Guitar                                                                                   |
| 橋本茂昭 : Computer Programming & Synthesizer Operation                                                 |

|                                 |
| © 2007 by SMILE PUBLISHERS INC. |

### 光と君へのレクイエム
| Words & Music by 山下達郎 Arranged by 山下達郎 |
|                                                |

| 山下達郎 | : | - Lead Vocal, Computer Programming, - Drum Programming, Electric Guitar, - Acoustic Guitar, Keyboards, - Percussion & Background Vocals |
| 橋本茂昭 | : | - Computer Programming & - Synthesizer Operation                                                                                        |

|                                 |
| © 2013 by SMILE PUBLISHERS INC. |

### REBORN (リボーン)
| Words & Music by 山下達郎 Arranged by 山下達郎 |
|                                                |

| 山下達郎 | : | - Lead Vocal, Computer Programming, - Drum Programming, Electric Guitar, Acoustic Guitar, - Bouzouki, Keyboards, Percussion & Background Vocals |

| 日下部“BURNY”正則 : Electric Guitar Solo                |
| 杉並児童合唱団 : Background Vocals                      |
| 橋本茂昭 : Computer Programming & Synthesizer Operation |
|                                                         |
| © 2017 by SMILE PUBLISHERS & INC.                       |

### スタッフ
| PRODUCED & ARRANGED BY 山下達郎 (Tatsuro Yamashita)                               |
| for Tenderberry & Harvest Inc.                                                    |
| EXECUTIVE PRODUCER : 小杉周水 (Shusui Kosugi) for Smile Company                   |
|                                                                                   |
| Recording Engineers : 橋本茂昭, 中山佳敬 & 中村辰也                               |
| Recording Studios : Planet Kingdom, Victor Studio, Sony Music Studios Tokyo,      |
| Onkio Haus & Sound Inn.                                                           |
| Mixdown Engineer : 橋本茂昭                                                       |
| Mixdown Studio : Planet Kingdom                                                   |
| Assistant Engineers : 松本英人, 寒川晋次, 林嘉史, 後藤哲 & 川島尚己               |
| Session Coordination : 横尾隆 (FACE Music)                                        |
|                                                                                   |
| Mastering Engineer : 菊地功 (Warner Music Mastering)                              |
|                                                                                   |
| A&R : 井上精一 (WMJ) & 青木淳 (WMJ)                                               |
| Assistant A&R : 小池真平 (WMJ)                                                    |
| A&R Secretary : 赤柴美紀 (WMJ)                                                    |
| Sales Promotion : 神田史朗 (WMJ) & 横沢安彦 (WMJ)                                 |
| Web Promotion : 小林哲士 (WMJ)                                                    |
| Artist Management : 佐藤克典 (Smile Company) & 新村昌子 (Smile Company)           |
| Assistant Management : 大野美幸 (Smile Company),                                  |
| 上住満 (Smile Company) & 丹澤優 (Smile Company)                                   |
| Tie-in Coordinator : 豆畑宏 (Smile Company)                                       |
| Supervisor : 小泉晋 (Tenderberry & Harvest Inc.)                                  |
|                                                                                   |
| Cover Portrait Painting & Inner Drawings : ヤマザキマリ                           |
| Art Direction & Design : 梁間修作 (Artisan Artwork)                               |
| Photographs : 奥田正雄                                                            |
|                                                                                   |
| Thanks to :                                                                       |
| 細田守, 三木孝浩, 伊與田英徳, 塚原あゆ子, 北原京子, 安井輝, 小松昌代 & 日置裕文   |
| 末永博嗣, 水野靖 & 源野栄治                                                       |
| WMJ, Smile Company, SOGO, Kyodo Group, TBS Television, NHK, Fuji Television,      |
| TBC, Japan Airlines, Toho, Shochiku, Kadokawa, Asmic Ace, Nikon,                  |
| Johnny & Associates, Create Osaka, Nihon Stage, Hibino Sound, Iris, Spoon, Deuce, |
| The Crew of Live Tour & Many Others.                                              |
| Ryuzo "Papa" Kosugi                                                               |
| Mariya & Eri                                                                      |
|                                                                                   |
| And Thanks to All The Listeners of This Album !!                                  |
|                                                                                   |
| To The Memory of Alan O'Day (1940-2013),                                          |
| Katsuhisa Hattori (1936-2020) &                                                   |
| Mary Yasuko Fujishima (1927-2021)                                                 |

## プレミアムCD「The Latest Acoustic Live」〜Recorded Live, 2021/12/03 at Tokyo FM Hall, Tokyo〜
初回盤のみプレミアムCDとして、2021年12月3日に「サンデー・ソングブック1500回記念」としてTOKYO FMホールで行われたアコースティック・ライブからのライブ音源7曲を収録。

### 収録曲
1. ターナーの汽罐車  –  (5:47)[1]
  - Words & Music by 山下達郎
  - ©1991 by TENDERBERRY & HARVEST INC.
2. ポケット・ミュージック  –  (5:52)[1]
  - Words & Music by 山下達郎
  - ©1986 by TENDERBERRY & HARVEST INC.
3. あまく危険な香り  –  (4:34)[1]
  - Words & Music by 山下達郎
  - ©1982, 1992 by NICHION, INC.
4. PAPER DOLL  –  (6:22)[1]
  - Words & Music by 山下達郎
  - ©1978 by FUJIPACIFIC MUSIC INC.
5. パレード  –  (4:17)[1]
  - Words & Music by 山下達郎
  - ©1976 by FUJIPACIFIC MUSIC INC.
6. BELLA NOTTE  –  (3:22)[1]
  - Words & Music by Sonny Burke & Peggy Lee
  - ©1952 WALT DISNEY MUSIC COMPANY
  - Copyright Renewed. All Rights Reserved.
  - Rights for Japan except print rights
  - administered by Universal Music Publishing LLC.
  - Print rights for Japan administered by
  - Yamaha Music Entertainment Holdings, Inc.
7. HAVE YOURSELF A MERRY LITTLE CHRISTMAS  –  (2:52)[1]
  - Words & Music by Hugh Martin, Ralph Blane
  - © EMI/FEIST CATALOG INC.

### クレジット
| Track 1〜5                                                |
| 山下達郎 : Lead Vocal & Acoustic Guitar                   |
| 伊藤広規 : Electric Bass                                  |
| 難波弘之 : Acoustic Piano & Electric Piano                |
|                                                           |
| Track 6                                                   |
| 山下達郎 : All Voices & Instruments                       |
|                                                           |
| Track 7                                                   |
| 山下達郎 : Lead Vocal                                     |
| 服部克久 : Orchestra Arrangement & Conductor              |
|                                                           |
| Stage Manager : 佐々木“ちょーでん”浩 (クリエイト大阪)     |
| FOH Engineer : 加藤晴美 (HAL SONIC Inc.)                  |
| Instrument Technician : 篠原勝 (SHINOS)、福田佑允 (DEUCE) |
| Lightning Planner : 高橋将明 (イーリス)                   |
|                                                           |
| Live Recording Engineer : 丸山匡人 (Sounds Next Inc.)     |
| Mixdown Engineer : 橋本茂昭                               |
| Mixdown Studio : Planet Kingdom                           |
| Assistant Engineer : 林嘉史                               |
| Mastering Engineer : 菊地功 (Warner Music Mastering)      |
|                                                           |
| Thanks to クリス松村                                      |

## アナログ盤

### 解説
アナログは全15曲を重量盤180g仕様のディスク2枚に分けて4面に収録。ジャケットはダブルジャケット仕様、ジャケット内側両面および歌詞カードには、CDのブックレットにも掲載されたヤマザキマリによる素描がレイアウトされている。また、ディスク・レーベルはメーカー共通のデザインを使用。カッティングは東洋化成の西谷俊介が担当しているほか、アドバイザーとしてワーナーミュージック・マスタリングの北村勝敏がクレジットされている。
2022年7月24日、「完全生産限定」で発売されたカセットテープとアナログレコードについて、発売と同時に完売店舗が続出したため、追加生産が発表された。カセットテープは7月28日(木)以降、アナログレコードは8月25日(木)以降、それぞれ順次店頭入荷予定となった。

### 収録曲

#### DISC 1 SIDE A
1. フェニックス [2021 Version]  –  (1:01)[27]
2. LOVE'S ON FIRE  –  (4:09)[27]
3. ミライのテーマ  –  (4:17)[27]
4. RECIPE (レシピ)  –  (3:37)[27]

#### DISC 1 SIDE B
1. CHEER UP! THE SUMMER  –  (4:17)[27]
2. 人力飛行機  –  (4:18)[27]
3. うたのきしゃ  –  (5:47)[27]

#### DISC 2 SIDE C
1. SHINING FROM THE INSIDE  –  (3:28)[27]
2. LEHUA, MY LOVE  –  (5:11)[27]
3. OPPRESSION BLUES（弾圧のブルース）  –  (3:56)[27]
4. コンポジション  –  (5:12)[27]

#### DISC 2 SIDE D
1. YOU（ユー）  –  (4:33)[27]
2. ANGEL OF THE LIGHT  –  (4:13)[27]
3. 光と君へのレクイエム  –  (3:44)[27]
4. REBORN（リボーン）  –  (6:03)[27]

### クレジット
| PRODUCED & ARRANGED BY 山下達郎 (Tatsuro Yamashita)                               |
| for Tenderberry & Harvest Inc.                                                    |
| EXECUTIVE PRODUCER : 小杉周水 (Shusui Kosugi) for Smile Company                   |
|                                                                                   |
| Recording Engineers : 橋本茂昭, 中山佳敬 & 中村辰也                               |
| Recording Studios : Planet Kingdom, Victor Studio, Sony Music Studios Tokyo,      |
| Onkio Haus & Sound Inn.                                                           |
| Mixdown Engineer : 橋本茂昭                                                       |
| Mixdown Studio : Planet Kingdom                                                   |
| Assistant Engineers : 松本英人, 寒川晋次, 林嘉史, 後藤哲 & 川島尚己               |
| Session Coordination : 横尾隆 (FACE Music)                                        |
|                                                                                   |
| Mastering Engineer : 菊地功 (Warner Music Mastering)                              |
| Vinyl Cutting Engineer : 西谷俊介 (東洋化成)                                      |
| Vinyl Cutting Advisor : 北村勝敏 (Warner Music Mastering)                         |
|                                                                                   |
| A&R : 井上精一 (WMJ) & 青木淳 (WMJ)                                               |
| Assistant A&R : 小池真平 (WMJ)                                                    |
| A&R Secretary : 赤柴美紀 (WMJ)                                                    |
| Sales Promotion : 神田史朗 (WMJ) & 横沢安彦 (WMJ)                                 |
| Web Promotion : 小林哲士 (WMJ)                                                    |
| Artist Management : 佐藤克典 (Smile Company) & 新村昌子 (Smile Company)           |
| Assistant Management : 大野美幸 (Smile Company),                                  |
| 上住満 (Smile Company) & 丹澤優 (Smile Company)                                   |
| Tie-in Coordinator : 豆畑宏 (Smile Company)                                       |
| Supervisor : 小泉晋 (Tenderberry & Harvest Inc.)                                  |
|                                                                                   |
| Cover Portrait Painting & Inner Drawings : ヤマザキマリ                           |
| Art Direction & Design : 梁間修作 (Artisan Artwork)                               |
| Photographs : 奥田正雄                                                            |
|                                                                                   |
| Thanks to :                                                                       |
| 細田守, 三木孝浩, 伊與田英徳, 塚原あゆ子, 北原京子, 安井輝, 小松昌代 & 日置裕文   |
| 末永博嗣, 水野靖 & 源野栄治                                                       |
| WMJ, Smile Company, SOGO, Kyodo Group, TBS Television, NHK, Fuji Television,      |
| TBC, Japan Airlines, Toho, Shochiku, Kadokawa, Asmic Ace, Nikon,                  |
| Johnny & Associates, Create Osaka, Nihon Stage, Hibino Sound, Iris, Spoon, Deuce, |
| The Crew of Live Tour & Many Others.                                              |
| Ryuzo "Papa" Kosugi                                                               |
| Mariya & Eri                                                                      |
|                                                                                   |
| And Thanks to All The Listeners of This Album !!                                  |
|                                                                                   |
| To The Memory of Alan O'Day (1940-2013), Katsuhisa Hattori (1936-2020) &          |
| Mary Yasuko Fujishima (1927-2021)                                                 |

## リリース日一覧
| 地域 | タイトル | リリース日    | レーベル                  | 規格 | カタログ番号  | 備考                                                   |
| ---- | -------- | ------------- | ------------------------- | ---- | ------------- | ------------------------------------------------------ |
| 日本 | SOFTLY   | 2022年6月22日 | MOON ⁄ WARNER MUSIC JAPAN | 2CD  | WPCL-13359/60 | 初回生産限定盤のみ、プレミアムCD付き / 三方背BOX仕様。 |
| 日本 | SOFTLY   | 2022年6月22日 | MOON ⁄ WARNER MUSIC JAPAN | CD   | WPCL-13361    | 通常盤                                                 |
| 日本 | SOFTLY   | 2022年6月22日 | MOON ⁄ WARNER MUSIC JAPAN | 2LP  | WPJL-10155/6  | 完全限定生産盤                                         |
| 日本 | SOFTLY   | 2022年6月22日 | MOON ⁄ WARNER MUSIC JAPAN | CT   | WPTL-10004    | 完全生産限定盤                                         |